# Das Nebelhaus
Das Nebelhaus ist ein deutscher Fernsehthriller, der am 28. November 2017 in Sat.1 zum ersten Mal ausgestrahlt wurde. Er basiert auf den gleichnamigen Krimi von Eric Berg.

## Handlung
Die Journalistin Doro Kagel recherchiert über ihre im Koma liegende Schulfreundin Leonie, die drei Menschen auf einer Insel ermordet haben soll. Bei der Ermittlung vor Ort trifft sie auf Timo Stadtmüller, der ihr beichtet, wie alles abgelaufen war. Und zwar so: Auf der Insel hatte sich eine Clique von Jugendfreunden getroffen. Da Leonies Zuneigung zu Timo abgewiesen wurde und sie sich insgesamt zurückgesetzt fühlte, wollte sie Selbstmord begehen. Bei einem vorhergehenden Gerangel um die Pistole wurde das Kind erschossen. Die kambodschanische Köchin wurde danach von Timo umgebracht. Das Ganze als Zeitungsstory verpackt bringt einen Freispruch für Leonie.

## Kritik
TV Spielfilm gibt den Daumen nach oben, lobt die Regisseurin Claudia Garde, die „mit rabiatem Psychothrill, etwas Kitsch und gar nicht mal so nettem Personal“ überrascht, und meint: „Wendungsreich, mit nebulösen Figuren“.